# Канский, Всеволод Елисеевич
Всеволод Елисеевич Канский (1911—1993) — старший лейтенант Рабоче-крестьянской Красной Армии, участник Великой Отечественной войны, Герой Советского Союза (1945).

## Биография
Всеволод Канский родился 6 июня 1911 года в селе Дубово (ныне — Окнянский район Одесской области Украины). В 1938 году он окончил Харьковский железнодорожный институт, после чего работал мастером в «Военпроекте». В марте 1943 года Канский был призван на службу в Рабоче-крестьянскую Красную Армию. Окончил курсы усовершенствования командного состава. С сентября 1943 года — на фронтах Великой Отечественной войны. Принимал участие в боях на Юго-Западном, 3-м и 4-м Украинском, 1-м Белорусском фронтах. К апрелю 1945 года старший лейтенант Всеволод Канский командовал ротой 1006-го стрелкового полка 266-й стрелковой дивизии 5-й ударной армии 1-го Белорусского фронта. Отличился во время боёв в Германии.
19 апреля 1945 года в районе населённого пункта Рингенвальде в 10 километрах к югу от Врицена рота Канского отразила немецкую контратаку и штурмом взяла населённый пункт, уничтожив более 100 солдат и офицеров противника. 28 апреля 1945 года во время боёв на улицах Берлина рота Канского первой ворвалась в городскую тюрьму и более суток вела ожесточённые бои, уничтожив более 80 немецких солдат и офицеров и ещё около 40 взяв в плен.
Указом Президиума Верховного Совета СССР от 31 мая 1945 года за «образцовое выполнение заданий командования на фронте борьбы с немецкими захватчиками и проявленные при этом доблесть и мужество» старший лейтенант Всеволод Канский был удостоен высокого звания Героя Советского Союза с вручением ордена Ленина и медали «Золотая Звезда».
После окончания войны Канский был уволен в запас. Проживал в Харькове. В 1951 году он окончил Харьковский государственный университет, после чего работал старшим геологом в комплексной геологоразведывательной экспедиции «Харьковнефтегазразведка». Умер 20 ноября 1993 года, похоронен на харьковском кладбище № 2.
Был также награждён двумя орденами Красного Знамени, орденом Отечественной войны 1-й степени, рядом медалей.